# Нарчизо, Антонио
Анто́нио Нарчи́зо (итал. Antonio Narciso; род. 1 октября 1980, Трани, Апулия) — итальянский футболист, вратарь клуба «Модена».

## Карьера
Дебютировал в Серии А 22 апреля 2001 года, выступая за «Бари» в матче против «Болоньи», который завершился поражением его клуба со счётом 4:2. В итоге в сезоне 2000/01 вратарь сыграл в высшем дивизионе Италии 5 матчей пропустил 11 голов. С 2005 по 2008 годы являлся вторым вратарём в «Модене», в то время как место основного голкипера занимал Джорджо Фреццолини. Проведя год в аренде в «Альбинолеффе», когда тех покинул Федерико Маркетти, он вернулся в «Модену» и в сезоне 2009/10 участвовал в 36 матчах Серии B. С 2010 года Нарчизио — основной голкипер «Гроссето», куда его пригласил бывший тренер «Модены» Луиджи Аполонни, возглавивший «грифонов».